# Карпович, Андрей Владимирович
Андре́й Влади́мирович Карпо́вич (каз. Андрей Владимирович Карпович; род. 18 января 1981, Семипалатинск) — казахстанский футболист, полузащитник; нынешний тренер "Елимая".

## Карьера

### Клубная
Воспитанник семипалатинского футбола. Выступал за казахстанские клубы «Елимай» (Семипалатинск), «Иртыш» (Павлодар), «Кайрат-Алматы КТЖ».
В 2002—2003 годах играл за российский клуб «Ростов». В 2007—2008 годах выступал за московское «Динамо», игроком основного состава не был, на поле выходил редко и в феврале 2009 года покинул клуб, перейдя в «Локомотив» из Астаны, где стал одним из ключевых игроков середины поля. В 2010 году выступал за «Актобе». В декабре 2010 года вернулся в «Локомотив», подписав двухлетний контракт.
В январе 2012 был близок к переходу в костанайский «Тобол», но трансфер не состоялся. В итоге был подписан контракт с шымкентским «Ордабасы».

### В сборной
8 сентября 2004 года забил первый гол сборной Казахстана под эгидой УЕФА — в первом матче отборочного цикла ЧМ-2006 в ворота Украины.

### Тренерская
В мае 2017 года Карпович вошёл в тренерский штаб «Кайрата», возглавляемый испанцем Карлосом Алос Феррером. После увольнения испанца стал временно исполняющим обязанности главного тренера вице-чемпионов Казахстана.
Но «Кайрат» выбрал другого главного тренера, и Карпович в декабре 2018 возглавил кокшетауский «Окжетпес», который выиграл турнир среди команд Первой лиги, получив право в 2019 году выступать в Премьер-лиге.

## Достижения

### Командные
- Чемпион Казахстана: 1998, 2004
- Серебряный призёр чемпионата Казахстана: 2009, 2010
- Бронзовый призёр чемпионата Казахстана: 2005
- Финалист Кубка Казахстана: 2000/01, 2005
- Обладатель Суперкубка Казахстана: 2011, 2012
- Бронзовый призёр чемпионата России: 2008
- Финалист Кубка России: 2002/03

### Личные
- Лучший центральный полузащитник Казахстана: 2004, 2005

### Как тренер
- Серебряный призёр чемпионата Казахстана: 2022
- Бронзовый призёр чемпионата Казахстана: 2023